# Piechowice Dolne
Piechowice Dolne – przystanek kolejowy w Piechowicach, w województwie dolnośląskim, w Polsce.
Od 12 grudnia 2021 roku przystanek na żądanie

## Ruch pasażerski
| Rok  | Wymiana pasażerska na dobę |
| ---- | -------------------------- |
| 2017 | 10-19                      |
| 2022 | 10-19                      |